# EPL (tijdschrift)
EPL is een internationaal, aan collegiale toetsing onderworpen wetenschappelijk tijdschrift op het gebied van de natuurkunde. Tot 2007 was de officiële naam Europhysics Letters.
Het wordt uitgegeven door IOP Publishing en de Società italiana di fisica namens de European Physical Society en verschijnt tweewekelijks.